# قرار مجلس الأمن التابع للأمم المتحدة رقم 1629
قرار مجلس الأمن التابع للأمم المتحدة رقم 1629، الذي تم تبنيه بالإجماع في 30 سبتمبر 2005، بعد النظر في النظام الأساسي للمحكمة الجنائية الدولية ليوغوسلافيا السابقة، قرر المجلس أن القاضية كريستين فان دين وينغيرت يمكنها المشاركة في قضية مايل مركشيتش، قبل أن تبدأ ولايتها المنتخبة كقاضية دائمة في المحكمة.
كان من المقرر أن تبدأ ولاية وينغيرت في 17 نوفمبر 2005، وكان من المقرر أن تبدأ قضية مركشيتش في 3 أكتوبر 2005.

## روابط خارجية
- نص القرار في undocs.org